# Megacraspedus tutti
Megacraspedus tutti is een vlinder uit de familie tastermotten (Gelechiidae). De wetenschappelijke naam is voor het eerst geldig gepubliceerd in 1897 door Walsingham.
De soort komt voor in Europa.